# El Fateh (971)
El Fateh (971) es una corbeta Tipo Gowind 2500 de la marina de guerra de Egipto. Es la primera unidad de la clase.
El Fateh es la primera unidad de un grupo de cuatro naves comprado en 2014. Fue construida por el Naval Group en el astillero de Lorient (Francia), siendo botada su casco y asignada en 2017.